# Winnipeg Challenger 2013
Il Winnipeg Challenger 2013 è stato un torneo di tennis facente parte della categoria ITF Women's Circuit nell'ambito dell'ITF Women's Circuit 2013. Il torneo si è giocato a Winnipeg in Canada dal 22 al 28 luglio 2013 su campi in cemento e aveva un montepremi di 25.000 dollari USA.

## Vincitrici

### Singolare
Johanna Konta ha battuto in finale  Samantha Murray con il punteggio di 6–3, 6–1

### Doppio
Heidi El Tabakh /  Allie Kiick hanno battuto in finale  Samantha Murray /  Jade Windley con il punteggio di 6–4, 2–6, [10–8]